# 버스 출입문
버스 출입문(영어: Bus doors) 또는 버스 도어는 버스를 타고 내릴 수 있는 출입문이다.

## 종류

### 폴딩 도어
폴딩 도어에는 전기식 폴딩도어 메커니즘이 있거나 수동으로 작동 할 수 있다. 공급원이 없는 일부 도시형버스, 미니 버스 및 스쿨 버스에 널리 사용된다. 뛰어난 성능과 뛰어난 내구성을 제공 할 수 있는 전체 프레임 디자인이 특징이다.

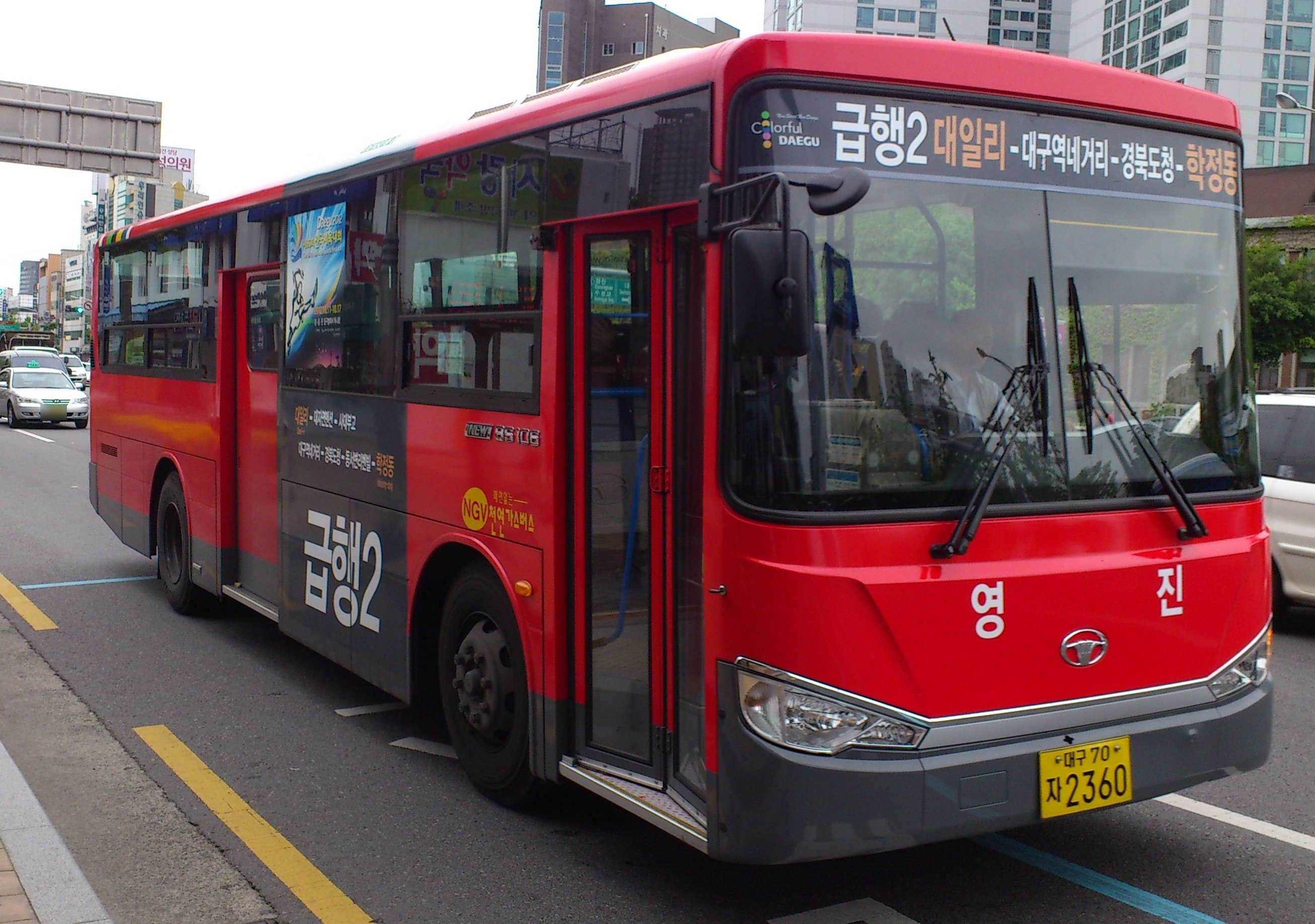
영진교통 소속 NEW BS106의 폴딩도어
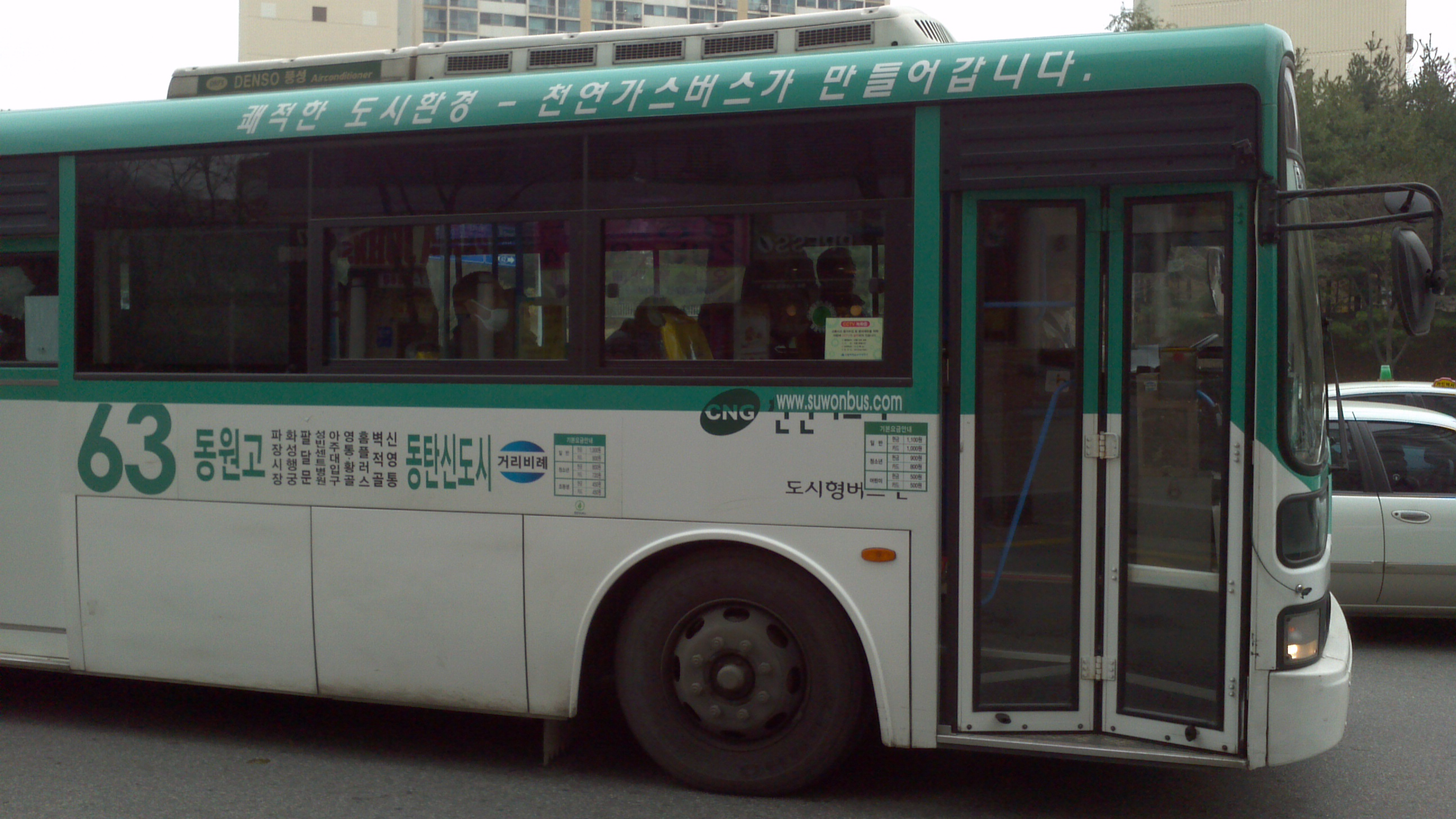

### 술라이딩 도어
슬라이딩 도어는 중간문 레버를 열림으로 전환하면 열리는 도어이다.

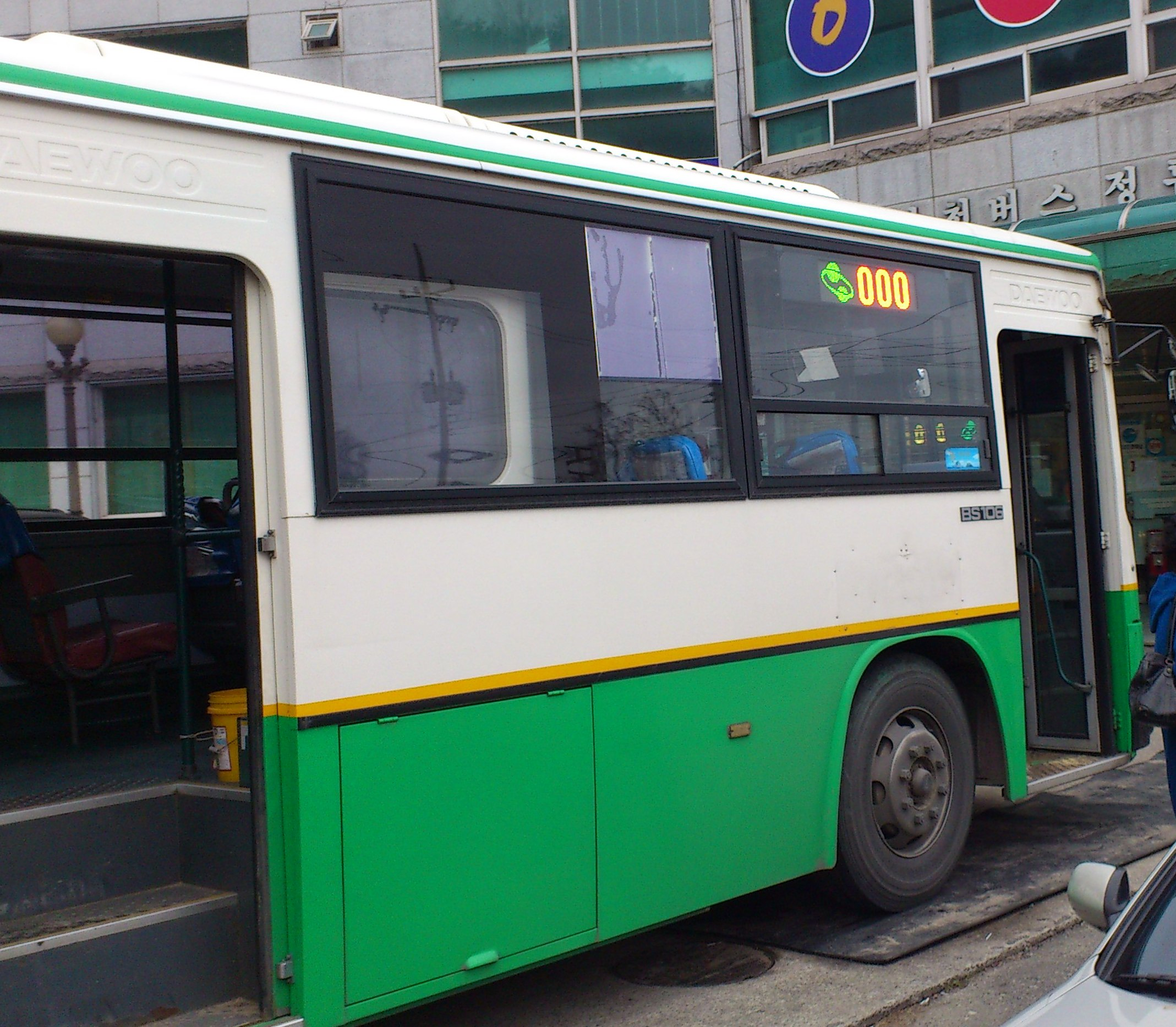
구미버스 소속 BS106 로얄시티의 도어를 열어놓은 모습

### 스윙 도어
주로 고급버스에서 볼 수 있는 사양이다. 대표적인 차종으로는 자일 FX212 슈퍼스타 등이 있다.

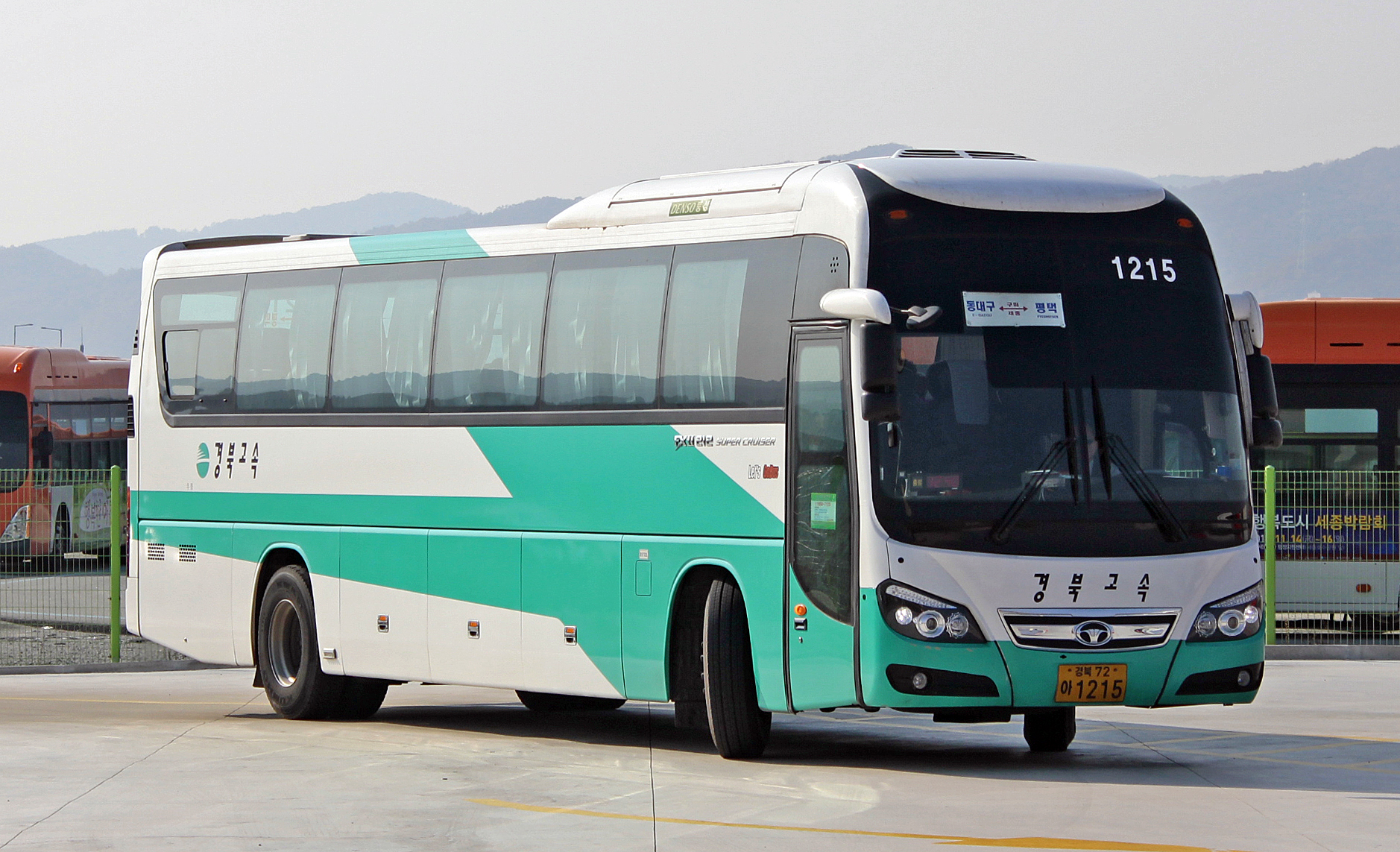
코리아와이드경북 소속 FX II 212 슈퍼크루저
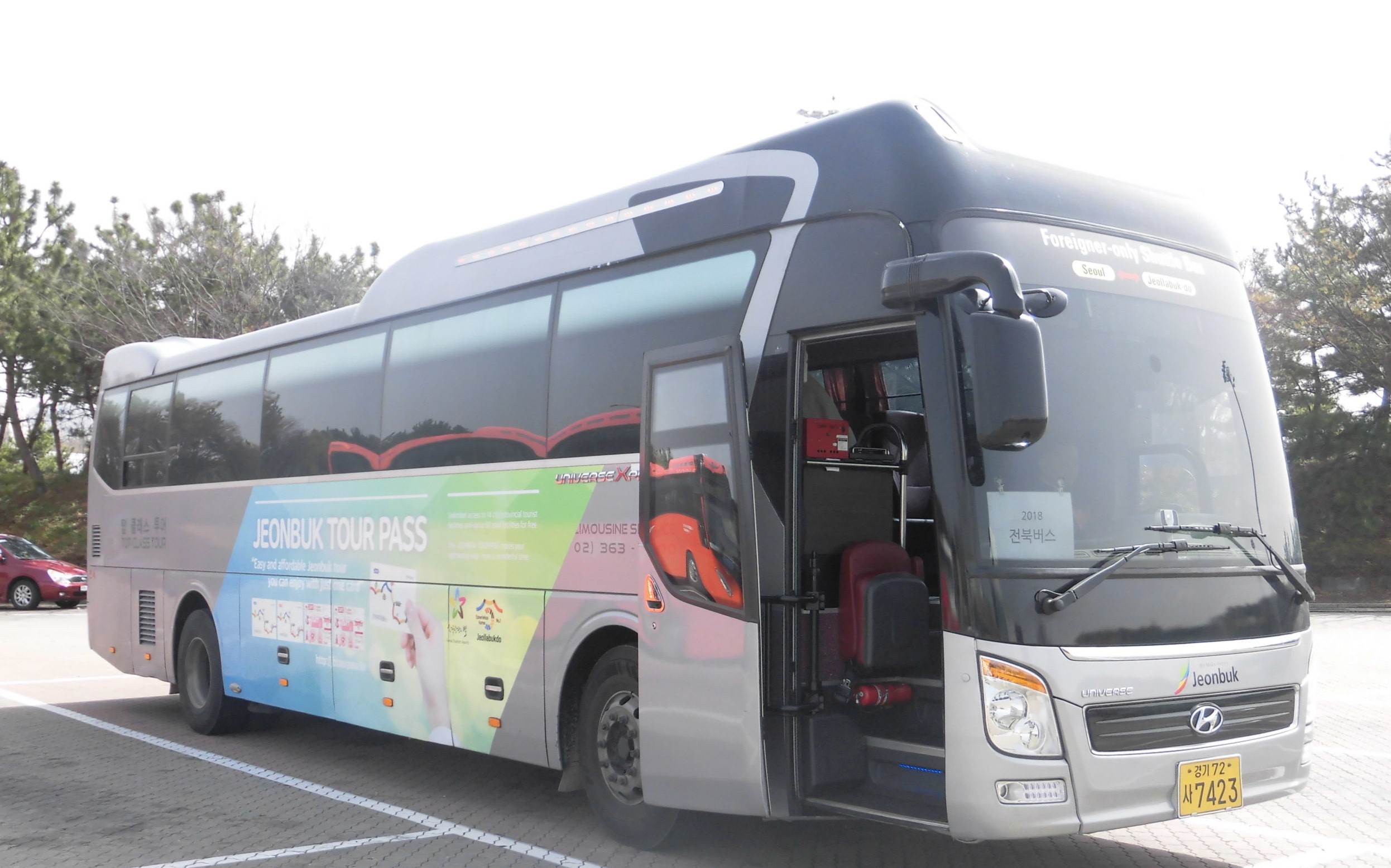

### 글라이딩 도어
글라이딩 도어는 회전 및 선형 움직임을 결합하여 도어가 열릴 때 도어 윙을 도어 측면으로 열리는 도어이다. 대표적인 차종으로는 BS110CN, 저상 뉴 슈퍼에어로시티 등이 있다.

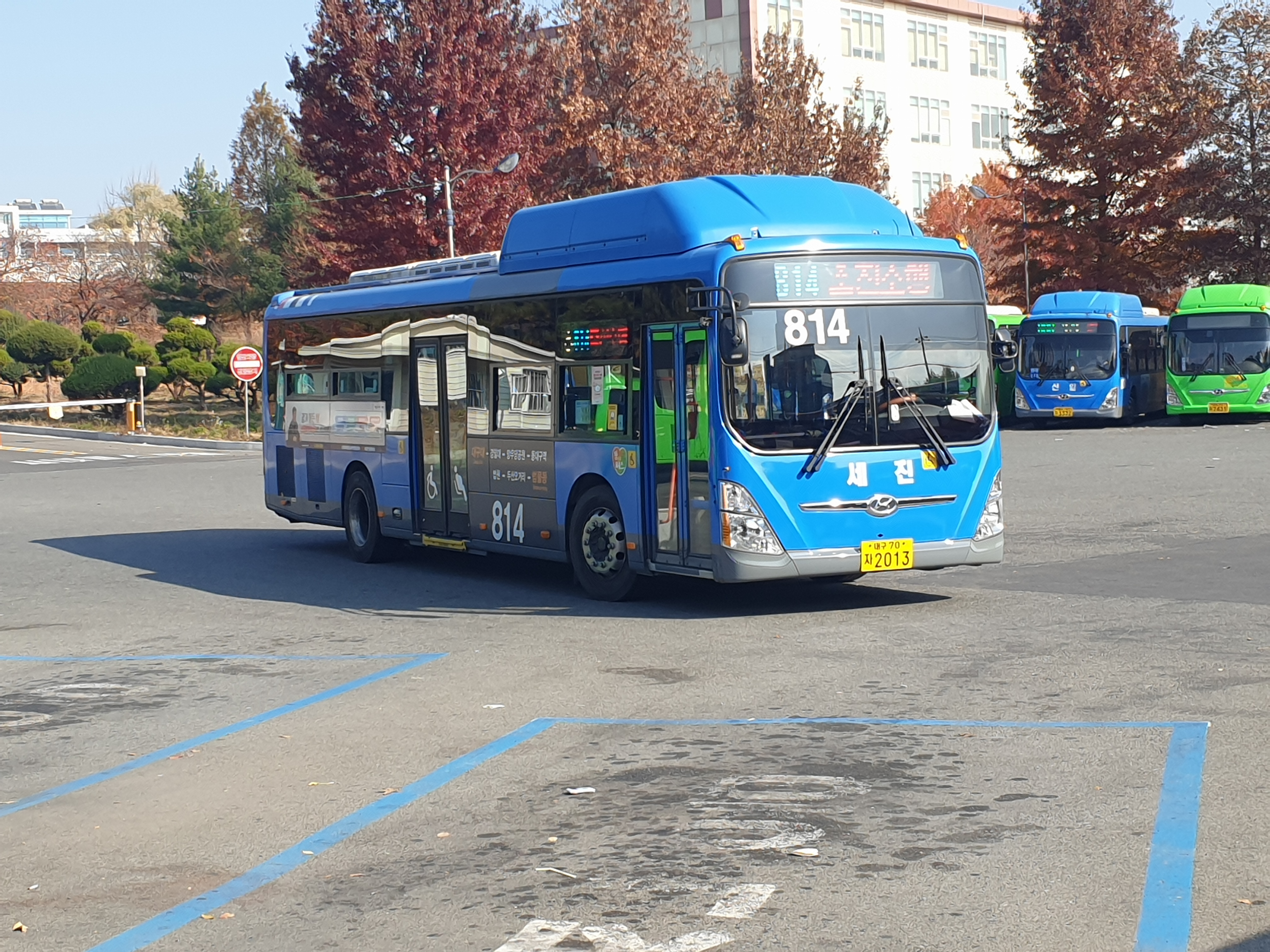
세진교통에서 운행 중인 현대 저상 뉴 슈퍼에어로시티
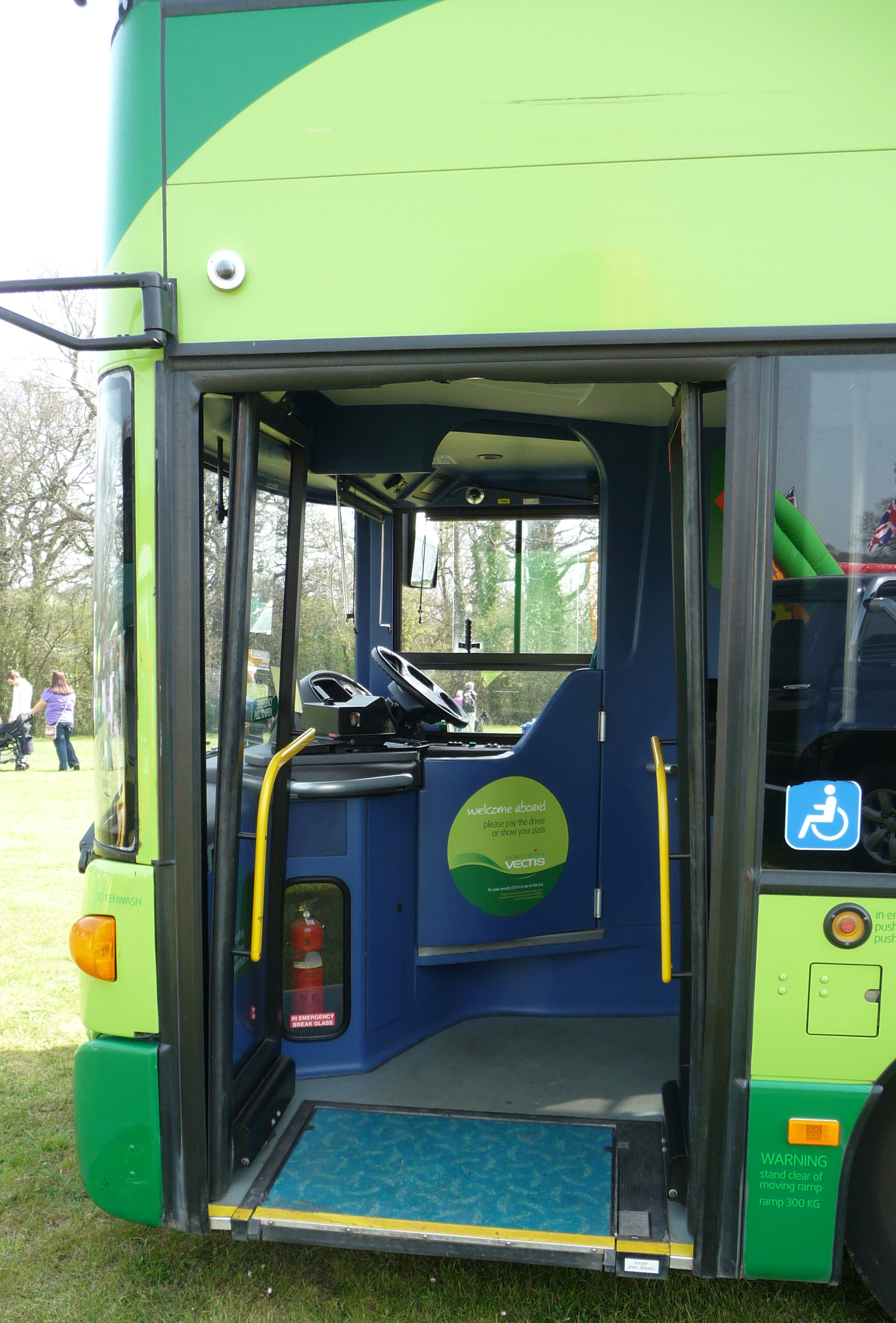
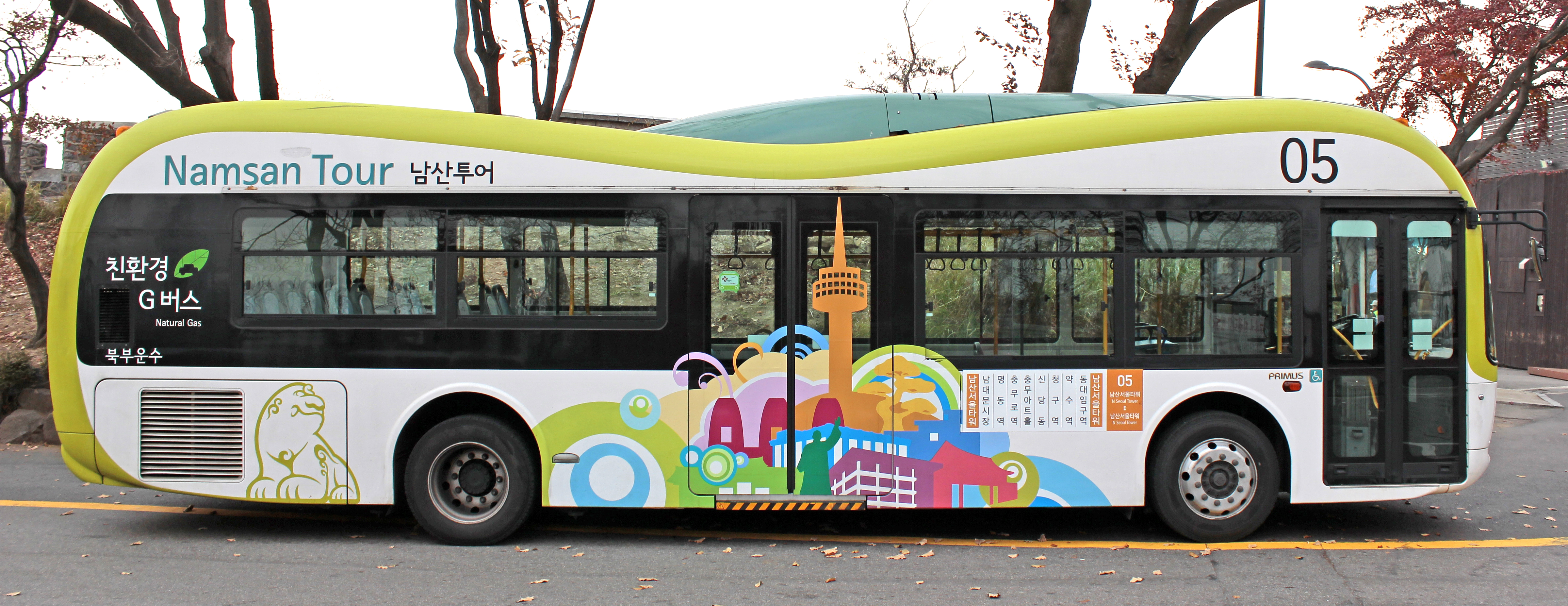
한국화이바 프리머스 (현재 대차됨)